# Полвара, Данте
Данте Полвара (англ. Dante Polvara; род. 21 июня 2000, Плезантвилл, Нью-Йорк) — американский футболист, полузащитник клуба «Абердин».

## Клубная карьера
Полвара — воспитанник клуба «Нью-Йорк Сити». В 2019 году он поступил в Джорджтаунский университет, где выступал за команду учебного заведения. В начале 2022 года Данте подписал контракт на два с половиной года в шотландским клубом «Абердин». 5 марта в матче против «Рейнджерс» он дебютировал в шотландской Премьер-лиге. В начале 2023 года Полвара на правах аренды вернулся на родину, став игроком «Чарлстон Бэттери». 12 марта в матче против «Финикс Райзинг» он дебютировал в USL. 16 апреля в поединке против «Талсы» Данте забил свой первый гол за «Чарлстон Бэттери». По окончании аренды Полвара вернулся в «Абердин». 